# Cadre-71/2-Europameisterschaft 1958

Logo CEB (ausrichtender Verband)

Veranstaltungsort: Arnheim

Die Cadre-71/2-Europameisterschaft 1958 war das 13. Turnier in dieser Disziplin des Karambolagebillards und fand vom 28. Februar bis zum 3. März 1958 in Arnheim statt. Es war die zweite Cadre-71/2-Europameisterschaft in den Niederlanden.

## Geschichte
Ungeschlagen verteidigte Emile Wafflard seinen  EM-Titel in Arnheim. In der entscheidenden Partie gegen Walter Lütgehetmann sah es lange Zeit nach einer Niederlage aus. Lütgehetmann erzielte in der Anfangsphase der Partie eine 171-er Serie und führte deutlich. Wafflard konterte aber im Verlauf und siegte am Schluss mit 300:257 in neun Aufnahmen. Lütgehetmann verbesserte mit 31,16 den Europarekord im Generaldurchschnitt (GD) und Piet van de Pol den in der Höchstserie (HS) auf 210. Es gab vor Turnierbeginn einige Probleme für den Ausrichter, da die Akteure aus Spanien und Portugal kurzfristig absagten und der Schweizer Nußberger krankheitsbedingt nicht antreten konnte. Damit wurde kurzfristig Clément van Hassel und Ernst Rudolph nachnominiert und das Teilnehmerfeld von zehn auf acht verkleinert.

## Turniermodus
Hier wurde im Round Robin System bis 300 Punkte gespielt. Es wurde mit Nachstoß gespielt. Damit waren Unentschieden möglich.
Bei MP-Gleichstand (außer bei Punktgleichstand beim Sieger) wird in folgender Reihenfolge gewertet:
1. MP = Matchpunkte
2. GD = Generaldurchschnitt
3. HS = Höchstserie

## Abschlusstabelle

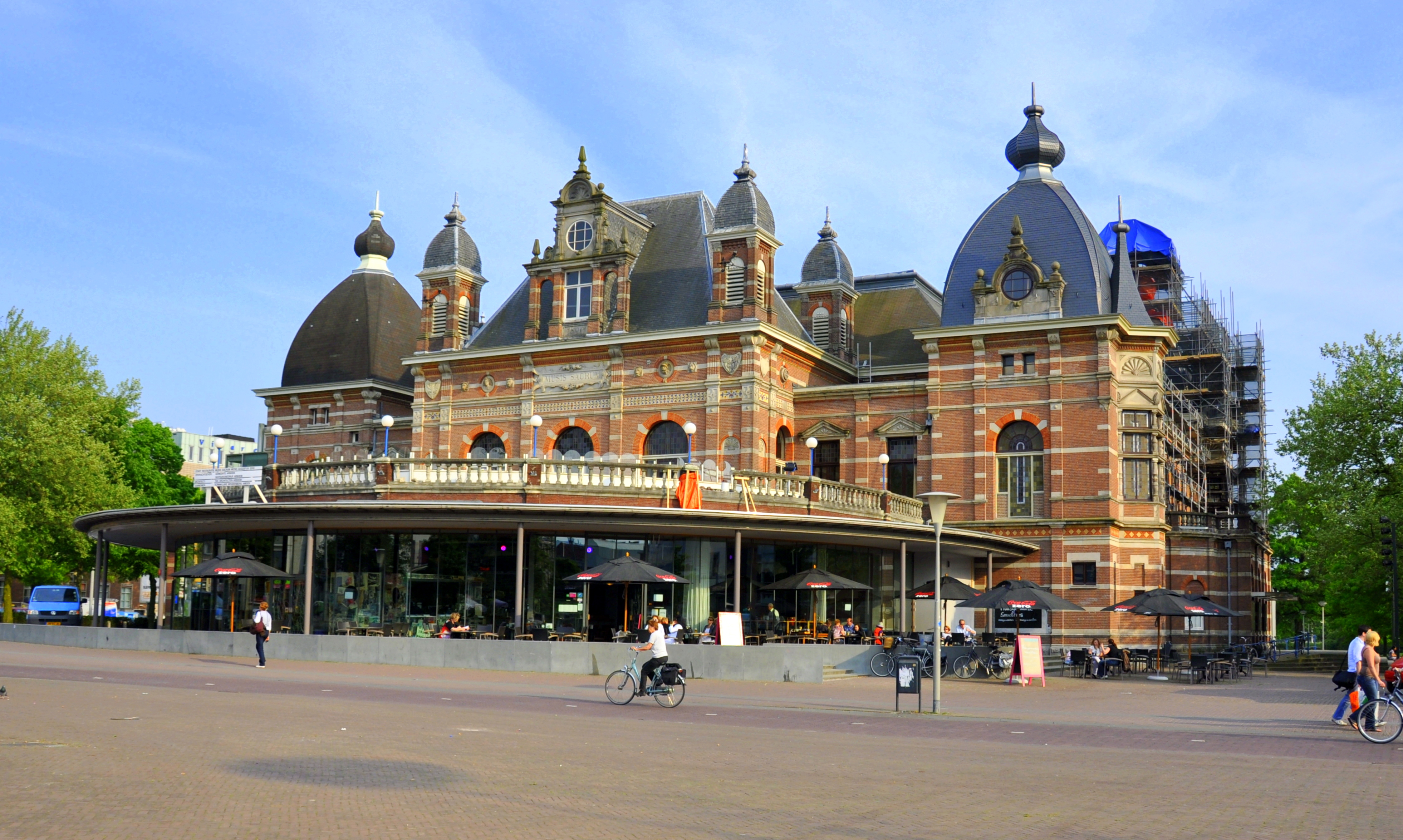
Panorama Musis Sacrum

| MP    | Match Points (Sieger = 2; Unentschieden = 1; Verlierer = 0) |
| Pkte. | Erzielte Karambolagen                                       |
| Aufn. | Benötigte Versuche                                          |
| GD    | Generaldurchschnitt                                         |
| BED   | Bester Einzeldurchschnitt eines Spielers                    |
| HS    | Höchstserie                                                 |
|       | Bester GD des Turniers                                      |
|       | Bester ED des Turniers                                      |
|       | Beste HS des Turniers                                       |
|       | 1. Platz (Gold)                                             |
|       | 2. Platz (Silber)                                           |
|       | 3. Platz (Bronze)                                           |

| Platz                      | Name                | MP   | Pkte. | Aufn. | GD    | BED   | HS  |
| -------------------------- | ------------------- | ---- | ----- | ----- | ----- | ----- | --- |
| 1                          | Emile Wafflard      | 14:0 | 2100  | 83    | 25,30 | 33,33 | 129 |
| 2                          | Walter Lütgehetmann | 12:2 | 2057  | 66    | 31,16 | 60,00 | 202 |
| 3                          | Joseph Vervest      | 10:4 | 1906  | 101   | 18,87 | 23,07 | 112 |
| 4                          | Clément van Hassel  | 8:6  | 1636  | 83    | 19,71 | 25,00 | 135 |
| 5                          | Piet van de Pol     | 4:10 | 1685  | 83    | 20,30 | 60,00 | 210 |
| 6                          | Henk de Kleine      | 4:10 | 1636  | 127   | 12,88 | 11,53 | 98  |
| 7                          | Ernst Rudolph       | 2:12 | 1331  | 113   | 11,77 | 15,78 | 73  |
| 8                          | Jacques Grivaud     | 2:12 | 1148  | 108   | 10,62 | 12,50 | 57  |
| Turnierdurchschnitt: 17,66 |                     |      |       |       |       |       |     |